# Gaston Rebry
Gaston Rebry, nascido a 29 de janeiro de 1905 em Rollegem-Kapelle e falecido a 3 de julho de 1953 em Wevelgem, foi um ciclista belga. Profissional de 1926 a 1940, lhe apelidaram «buldog».

## Palmarés
1928
- 1 etapa do Tour de France

1929
- 1 etapa do Tour de France

1931
- Paris-Roubaix
- 1 etapa do Tour de France

1932
- 1 etapa do Tour de France

1934
- Paris-Roubaix
- Volta à Flandres
- Paris-Nice

1935
- Paris-Roubaix

### Resultados no Tour de France
Suas classificações em suas sete participações no Tour de France são :
- 1927 : abandono
- 1928 : 12º
- 1929 : 10º
- 1931 : 4º
- 1932 : 20º
- 1933 : 14º
- 1934 : abandono